# Sân vận động Al Ahli (Bahrain)
Sân vận động Al Ahli là một sân vận động đa năng ở quận Zinj thuộc thành phố Manama, Bahrain. Sân hiện đang được sử dụng chủ yếu cho các trận đấu bóng đá. Đây là sân nhà của Al-Ahli. Sân vận động có sức chứa 10.000 người. Sân vận động này cũng thỉnh thoảng tổ chức các buổi hòa nhạc.

## Lịch sử
Sân vận động Al Ahli có sức chứa khoảng 10.000 người và được xây dựng vào năm 1966. Trong suốt lịch sử của mình, sân vận động đã được sử dụng cho nhiều giải đấu bóng đá quốc tế và cũng là nơi diễn ra một số trận đấu quan trọng của ĐT Bahrain.
Trong năm 2013, sân vận động đã trải qua một cuộc cải tạo lớn để nâng cấp cơ sở hạ tầng và các tiện nghi cho người hâm mộ. Các cải tiến bao gồm việc lắp đặt đèn chiếu sáng mới, cải tạo hệ thống thông gió, xây dựng lại các khu vực khán đài và cải tạo nhà vệ sinh.
Sân vận động Al Ahli là một trong những sân vận động nổi tiếng nhất ở Bahrain và thu hút đông đảo người hâm mộ đến theo dõi các trận đấu bóng đá.